# Прискоково
Прискоково — деревня в Красносельском районе Костромской области. Административный центр Прискоковского сельского поселения.

## География
Находится в юго-западной части Костромской области на расстоянии приблизительно 10 км на восток по прямой от районного центра поселка Красное-на-Волге.

## История
Известна с 1572 года как вотчина Дмитрия Ивановича Годунова и его племянника Бориса Федоровича. В 1872 году здесь (тогда это было село) было учтено 32 двора, в 1907 году отмечено было 42 двора.

## Население
Постоянное население составляло 184 человека (1872 год), 198 (1897), 191 (1907), 15 в 2002 году (русские 67 %, армяне 33%), 18 в 2022.